# Оулафюр Рагнар Кримсон
Оулафюр Рагнар Кримсон (на исландски: Ólafur Ragnar Grímsson) е исландски политик, президент на Исландия в периода 1996 – 2016 г.

## Биография
Той е роден на 14 май 1943 г. в Исафьордюр, Кралство Исландия. Учи политология в Манчестърския университет и през 1970 г. става първият исландец с докторска степен в тази дисциплина. През следващите години преподава политология в Исландския университет. От края на 70-те години се включва в политическия живот като представител на лявата партия Народен алианс. През 1996 г. е избран за президент и е преизбиран неколкократно на този пост.
На 30 юни 2012 г. Оулафюр Рагнар Кримсон е избран с 53 % от гласовете за 5-и пореден мандат като президент на Исландия.